# 青坡洞
青坡洞（：／ Cheongpa dong */?）是位於韓國首爾龙山区的一个行政洞，位于龙山区西北部。本洞北面與中區中林洞、東面隔著京釜線與南營洞和葛月洞、南面與元曉路洞、西面與孝昌洞相連。

## 概况
青坡的名稱來源於附近的蓮花峰，因山體呈翠綠色而名。朝鮮世宗時代的奇虔曾在此居住。

## 历史
- 1396年 - 為漢城府的城底十里的一部分。
- 1751年 - 為漢城府西部的一部分，并劃歸至龍山坊管轄。
- 1914年 - 該區域改名為青叶町，下轄青叶町1町目、青叶町2町目和青叶町3町目。
- 1946年 - 改為現在名稱，下轄青坡洞1街路、青坡洞2街路和青坡洞3街路。
- 1947年10月 - 青坡1街洞和西界洞設立。
- 1955年4月18日 - 青坡1街洞和西界洞正式納入法定洞[3]。
- 1970年5月18日 - 青坡1街洞改為青坡第1洞[4]。
- 1975年9月29日 - 萬里洞1街和萬里洞2街部分區域劃歸西界洞[5]。

## 下辖法定洞
- 西界洞
- 青坡洞1街
- 青坡洞2街
- 青坡洞3街

## 建筑
- 青坡治安中心
- 培文中學[6]
- 培文高等學校[7]
- 善隣中學[8]
- 善隣互聯網高等學校[9]
- 淑明女子大學
- 信光初等學校[10]
- 信光女子中學[11]
- 信光女子高等學校
- 青坡初等學校[12]

## 交通
- 首爾站